# Associazione Sportiva Melfi 2007-2008
Questa pagina raccoglie le informazioni riguardanti l'Associazione Sportiva Melfi nelle competizioni ufficiali della stagione 2007-2008.

## Rosa
| N. |                           | Ruolo | Calciatore            |  |
| -- | ------------------------- | ----- | --------------------- |  |
|    | Italia (bandiera)         | A     | Diego Albano          |  |
|    | Italia (bandiera)         | C     | Gianluca Bacchiocchi  |  |
|    | Italia (bandiera)         | C     | Umberto Brutto        |  |
|    | Italia (bandiera)         | D     | Francesco Buonanno    |  |
|    | Italia (bandiera)         | P     | Massimo Cilumbrello   |  |
|    | Italia (bandiera)         | A     | Gianluca De Angelis   |  |
|    | Costa d'Avorio (bandiera) | C     | Almamy Doumbia        |  |
|    | Italia (bandiera)         | D     | Simone Frasca         |  |
|    | Ghana (bandiera)          | C     | Abdullah Fusseini     |  |
|    | Italia (bandiera)         | D     | Emanuele Gabrieli     |  |
|    | Italia (bandiera)         | A     | Carmine Gaeta         |  |
|    | Italia (bandiera)         | D     | Nello Gambi           |  |
|    | Italia (bandiera)         | D     | Alessandro Giacometti |  |
|    | Italia (bandiera)         | A     | Marco Guidone         |  |

| N. |                   | Ruolo | Calciatore          |
| -- | ----------------- | ----- | ------------------- |
|    | Italia (bandiera) | D     | Agostino Lamorte    |
|    | Italia (bandiera) | D     | Manuel Marcuz       |
|    | Italia (bandiera) | D     | Pasquale Martinelli |
|    | Italia (bandiera) | C     | Damiano Mitra       |
|    | Italia (bandiera) | D     | Luca Patarini       |
|    | Italia (bandiera) | A     | Marco Pellicoro     |
|    | Italia (bandiera) | A     | Davide Petagine     |
|    | Italia (bandiera) | P     | Davide Petrachi     |
|    | Italia (bandiera) | A     | Mauro Ragatzu       |
|    | Italia (bandiera) | C     | Paolo Sardo         |
|    | Italia (bandiera) | D     | Andrea Stucchi      |
|    | Italia (bandiera) | D     | Alessandro Vinci    |
|    | Italia (bandiera) | C     | Claudio Zaminga     |